# Юннаньский чжуанский язык
Юньнаньский чжуанский язык (Bou Rau, Long An, Long’an, Nung An, Southern Zhuang, Yongnan Vernacular of the Southern Dialect of the Zhuang Language, Yongnan, Yongnan Zhuang, Zhuangyu nanbu fangyan Yongnan tuyu) — тайский язык, на котором говорят в округе Фунин провинции Юньнань, также в округах Цзинси (некоторые носители), Лунъань, Фанчэн, Фусуй, Циньчжоу, Шансы, Юннин южной части Гуанси-Чжуанского автономного района в Китае и в коммуне Каоче округа Бабе, коммуне Нойтхон округа Хакуанг, коммунах Доанкхон, Квокдан, Квокпхонг, Тудо, Читхао (в 37 км от города Каобанг), в деревне Пхуксен округа Куангха провинции Каобанг во Вьетнаме.
В классификации Питтияпорна (2009) юньнаньский чжуанский язык не является одним языком, или даже естественной группой, но это части из двух главных ветвей тайской языковой семьи (типы C, I, и M):
- (тип C) юньнаньский чжуанский городского округа Чунцзо (崇左), юньнаньский чжуанский округа Шансы (上思), каоланский язык Вьетнама
- (тип D)
  - (тип I) юньнаньский чжуанский городского округа Циньчжоу (钦州)
  - (тип J)
    - (тип M) уминский диалект (Шуаньцяо) (武鸣), подобный юньнаньскому чжуанскому (邕南), юньнаньский чжуанский округа Лунъань (隆安), юньнаньский чжуанский округа Фусуй (扶绥)
    - (тип N) северные тайские языки: боуейский язык, саэкский язык и другие северные чжуанские языки